# ملكة جمال الكون 1980
ملكة جمال الكون 1980 هي مسابقة ملكة جمال الكون التاسعة والعشرون في تاريخ مسابقة ملكة جمال الكون منذ انطلاقتها عام 1952، عقدت المسابقة في 8 يوليو 1980 في مركز سيجونج الثقافي في سيول ، كوريا. شهدت هذا المسابقة مشاركة 69 متسابقة من أقاليم وبلدان العالم في هذا العام. في نهاية الحدث توجت شون ويذرلي من الولايات المتحدة من قبل ملكة جمال الكون السابقة ماريتزا سايليرو من فنزويلا.

## النتائج

### المراكز النهائية
| النتائج النهائية     | المتنافسة |
| -------------------- | --- |
| ملكة جمال الكون 1980 | - الولايات المتحدة - شون ويذرلي |
| الوصيفة الأولى       | - اسكتلندا - ليندا غالاغر |
| الوصيفة الثانية      | - نيوزيلندا - ديانا نوتل |
| الوصيفة الثالثة      | - الفلبين - ماريا روزاريو سيلايان |
| الوصيفة الرابعة      | - السويد - إيفا بيرجيتا أندرسون |
| أفضل 12              | - كندا - تيريزا ماكاي - كولومبيا - ماريا باتريشيا أربيليز - آيسلند - غيربيورغ سيجورداردوتير - كوريا - كيم إيون جونغ - بنما - غلوريا كرامينايس - بورتوريكو - أغنيس تونيون كوريا - هايتي - تيلدا فولر |

### جوائز خاصة
| الجوائز الخاصة       | المتسابقون                       |
| -------------------- | -------------------------------- |
| ملكة جمال الصداقة    | - جزر كايمان - ديليا ديفون والتر |
| ملكة جمال فوتوغرافيا | - نيوزيلندا - ديانا ديليس نوتل   |
| أفضل زي وطني         | - الهند - سانجيتا موتيلال بيلاني |

### المسابقة النهائية
| البلد            | المتوسط الأولي | المقابلة   | ملابس السباحة | فستان السهرة | متوسط نصف النهائي |
| ---------------- | -------------- | ---------- | ------------- | ------------ | ----------------- |
| الولايات المتحدة | 8.480 (1)      | 8.317 (1)  | 8.718 (1)     | 8.883 (1)    | 8.639 (1)         |
| اسكتلندا         | 7.785 (3)      | 8.036 (5)  | 8.273 (3)     | 8.267 (5)    | 8.192 (5)         |
| نيوزيلندا        | 7.885 (2)      | 8.283 (2)  | 8.400 (2)     | 8.400 (3)    | 8.361 (2)         |
| الفلبين          | 7.662 (5)      | 8.121 (4)  | 8.033 (6)     | 8.433 (2)    | 8.196 (4)         |
| السويد           | 7.572 (8)      | 8.208 (3)  | 8.250 (4)     | 8.346 (4)    | 8.268 (3)         |
| كندا             | 7.711 (4)      | 7.992 (6)  | 8.200 (5)     | 8.100 (6)    | 8.097 (6)         |
| بورتوريكو        | 7.598 (7)      | 7.850 (7)  | 7.892 (8)     | 7.867 (10)   | 7.870 (7)         |
| آيسلندا          | 7.636 (6)      | 7.675 (10) | 7.942 (7)     | 7.933 (9)    | 7.850 (8)         |
| كوريا            | 7.525 (11)     | 7.658 (11) | 7.750 (10)    | 7.967 (8)    | 7.792 (9)         |
| كولومبيا         | 7.531 (10)     | 7.789 (8)  | 7.729 (12)    | 7.842 (11)   | 7.787 (10)        |
| بنما             | 7.514 (12)     | 7.713 (9)  | 7.742 (11)    | 7.825 (12)   | 7.760 (11)        |
| تاهيتي           | 7.566 (9)      | 6.957 (12) | 7.858 (9)     | 8.067 (7)    | 7.627 (12)        |

## المتسابقات
- الأرجنتين - سيلفيا بيدرابوينا
- أروبا - ماجالي مادورو
- أستراليا - كاترينا ريدينا
- النمسا - إيزابيل مولر
- باهاماس - دارلين ديفيز
- بلجيكا - بريجيت بيلين
- بليز - إلين ماري كلارك
- برمودا - جيل ميرفي
- بوليفيا - كارمن سونيا بيريرا بارادا
- البرازيل - ايفلين شروتر
- جزر العذراء البريطانية - باربرا ستيفنز
- كندا - تيريزا لين مكاي
- جزر كايمان - ديليا ديفون والتر
- تشيلي - ماريا غابرييلا كامبوسانو بولما
- كولومبيا - ماريا باتريشيا أربيلايز
- كوستاريكا - باربرا هيريرو
- كوراساو - حسنة حمود
- الدنمارك - جين بيل
- جمهورية الدومينيكان - ميلاغروس جيرمان
- الإكوادور - فيرونيكا ريفاس
- إنجلترا - جولي دكوورث
- فنلندا - سيربا فيلجاما
- فرنسا - بريجيت شوكيه
- ألمانيا - كاثرين جلوتزل
- اليونان - رولا كانيلابولو
- غوادلوب - إليدي دي غيج
- غوام - دينا أبورتاديرا
- غواتيمالا - ليزابيث إيفيث مارتينيز نواك
- هولندا - كارين جووير
- هندوراس - إتلفينا روداليس فيلاسكيز
- هونغ كونغ - واندا تاي
- أيسلندا - غابيورغ سيجورداردوتير
- الهند - سانجيتا موتيلال بيجلاني
- إندونيسيا - أندي نانا ريوايت
- جمهورية أيرلندا - مورا ماكميناميم
- إسرائيل - إيلانا شوشان
- إيطاليا - لوريدانا ديل سانتو
- اليابان - هيساي هياما
- كوريا - كيم اون جونج
- ماليزيا - فيليسيا يونغ
- مالطا - إيزابيل زاميت
- المكسيك - آنا باتريشيا نونيز روميرو
- نيوزيلندا - ديانا ديليس نوتل
- جزر ماريانا الشمالية - أنجلينا كاماتشو تشونغ
- النرويج - مايكين نيلسن
- بنما - غلوريا كارامينيتس
- بابوا غينيا الجديدة - مصباح الوين
- باراغواي - مارثا جالي
- بيرو - ماريايلسي راميس
- الفلبين - ماريا روزاريو سيلايان †
- بورتوريكو - أغنيس تانيون كوريا
- لا ريونيون - ماري جوزيف هوارو
- سينت مارتن - لوسي ماري دافيك
- اسكتلندا - ليندا غالاغر
- سنغافورة - آن تشوا آي تشو
- إسبانيا - يولاندا هويوس
- سريلانكا - هياسيناث كوروكولاسوريا
- السويد - إيفا بيرجيتا أندرسون
- سويسرا - مارجريت كيلشور
- تاهيتي - تيلدا راينا فولر

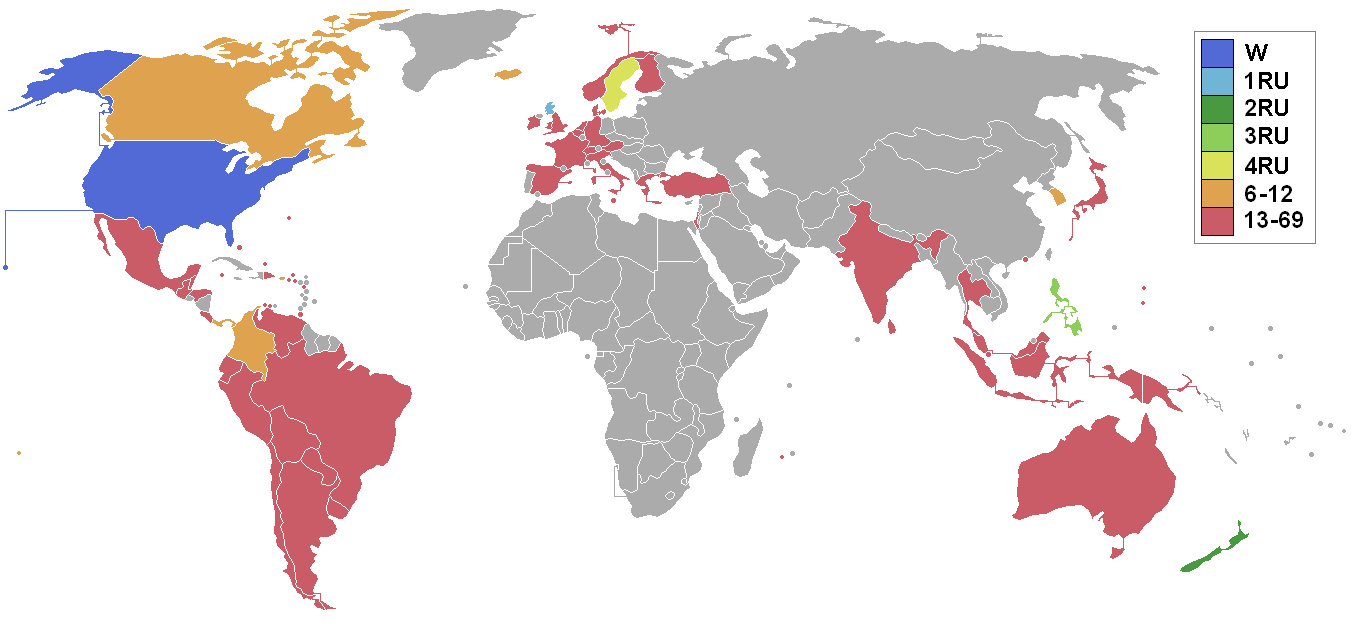
الدول المشاركة والنتائج مسابقة ملكة جمال الكون 1980

- تايلاند - أرتيتايا برومكول
- ترينيداد وتوباغو - ألثيا روك
- تركيا - هايجان غوكولو
- جزر توركس وكايكوس - كونستانس لايتبورن
- الأوروغواي - بياتريس أنتونييز
- الولايات المتحدة - شون ويذرلي
- جزر العذراء الأمريكية - ديبورا ماردينبورو
- فنزويلا - ماي برانت †
- ويلز - كيم أشفيلد

## الروابط الخارجية
- موقع ملكة جمال الكون الرسمي